# Condado de Grundy (Iowa)
O Condado de Grundy é um dos 99 condados do estado norte-americano do Iowa. A sede de condado é Grundy Center, que é também a sua maior cidade. O condado tem uma área de 1302 km² (dos quais 1 km² está coberto por água), uma população de 12 453 habitantes, e uma densidade populacional de 9,6 hab/km² (segundo o censo nacional de 2010). O condado foi fundado em 1851 e o seu nome é uma homenagem a Felix Grundy (1777–1840), congressista e senador pelo Tennessee, e o 13.º Procurador-geral dos Estados Unidos.